# Astrothelium eustomum
Astrothelium eustomum är en lavart som först beskrevs av Jean François Montagne, och fick sitt nu gällande namn av Johannes Müller Argoviensis. Astrothelium eustomum ingår i släktet Astrothelium och familjen Trypetheliaceae.   Inga underarter finns listade i Catalogue of Life.